# 渡辺吉太郎 (陸軍軍人)
渡辺 吉太郎（わたなべよしたろう、1884年（明治17年）10月25日 - 1960年（昭和35年）2月24日）は、大日本帝国陸軍軍人。最終階級は陸軍少将。

## 経歴
1884年（明治17年）に東京府で生まれた。陸軍士官学校第16期卒業。1931年（昭和6年）8月1日に陸軍砲兵大佐に進級し、8月29日に陸軍造兵廠技術部長に就任した。1936年（昭和11年）3月7日に陸軍少将進級と同時に陸軍造兵廠総務部長に着任し、8月1日に陸軍造兵廠小倉工廠長に転じた。1938年（昭和13年）7月15日に待命、7月27日に予備役に編入された。

## 栄典
位階
- 1938年（昭和13年）8月24日 - 従四位[3]

勲章等
- 1940年（昭和15年）8月15日 - 紀元二千六百年祝典記念章[4]